# Олекан
Олека́н (рос. Олекан) — село у складі Нерчинського району Забайкальського краю, Росія. Адміністративний центр та єдиний населений пункт Олеканського сільського поселення.

## Населення
Населення — 884 особи (2010; 951 у 2002).
Національний склад (станом на 2002 рік):
- росіяни — 99 %